# Takayuki Ono
Takayuki Ono (jap. 尾野貴之, Ono Takayuki; * 11. Februar 1983 in Tomakomai, Hokkaidō) ist ein japanischer Eishockeyspieler, der seit Juni 2011 beim japanischen Verein Nikkō Ice Bucks in der Asia League Ice Hockey unter Vertrag steht.

## Karriere
Takayuki Ono begann seine Karriere als Eishockeyspieler in seiner japanischen Heimat bei den Nikkō Ice Bucks, für die er von 2005 bis 2009 in der Asia League Ice Hockey aktiv war. Anschließend wechselte der Verteidiger zu dessen südkoreanischen Ligarivalen Anyang Halla, mit dem er in der Saison 2009/10 erstmals die Meisterschaft der Asia League gewann. Zu diesem Erfolg trug der Rechtsschütze mit vier Toren und zwölf Vorlagen in insgesamt 45 Spielen bei. In der Saison 2010/11, welche aufgrund des Tōhoku-Erdbebens vorzeitig beendet wurde, gewann er mit seiner Mannschaft erneut den Meistertitel der Asia League Ice Hockey. Zudem kam er zu drei Einsätzen in der südkoreanischen Meisterschaft. Im Juni 2011 einigte er sich auf einen Kontrakt für eine Saison mit Nikkō Ice Bucks, bei denen Ono seine Profikarriere begonnen hatte.

## Erfolge und Auszeichnungen
- 2010 Asia-League-Ice-Hockey-Meister mit Anyang Halla
- 2011 Asia League Ice Hockey-Meister mit Anyang Halla

## Asia-League-Statistik
(Stand: Ende der Saison 2011/12)